# Giuseppe Bersani
Giuseppe Bersani (Roma, ca 1805 – Roma, ca 1847) è stato un militare italiano che operò attivamente nei moti rivoluzionari dei primi anni del Risorgimento.

## Biografia
Di orientamento liberale, fu allontanato da Roma in seguito alla sua partecipazione alle sommosse presso la Sapienza, si trasferì a Torino ed entrò come ufficiale nel corpo delle Guardie Reali dei Savoia nel 1825. Nel 1830-1831 fu uno dei coordinatori delle attività dei Cavalieri della libertà, associazione segreta di ispirazione massonica con finalità progressiste e patriottiche a cui aderirono diversi giovani della borghesia intellettuale e delle forze armate tra cui Angelo Brofferio, Giacomo Durando, Massimo Cordero di Montezemolo, Giovanni Durando e Ignazio Ribotti .
Molti dei membri della società furono arrestati nel 1831 prima che mettessero in atto una cospirazione ai danni di Carlo Felice. Bersani fu colui che subì la pena più dura: in carcere alle Fenestrelle fino al 1837, fu poi trasferito nelle carceri di Roma in cui morì nel 1847 (sebbene secondo alcune fonti egli fosse ancora vivo nel 1853).
È annoverato dallo storico risorgimentale Atto Vannucci tra i “martiri della Giovine Italia”.